# ドン・マクドゥーガル
ドン・マクドゥーガル（Don MacDougall）は、アメリカ合衆国の音響技術者である。1974年から1999年のあいだに130本以上の映画に参加した。『スター・ウォーズ』でアカデミー賞録音賞を受賞した。

## 受賞とノミネート
| 賞               | 年   | 部門   | 作品名               | 結果       |
| ---------------- | ---- | ------ | -------------------- | ---------- |
| アカデミー賞     | 1975 | 録音賞 | ファニー・レディ     | ノミネート |
| アカデミー賞     | 1977 | 録音賞 | スター・ウォーズ     | 受賞       |
| アカデミー賞     | 1977 | 録音賞 | 未知との遭遇         | ノミネート |
| アカデミー賞     | 1978 | 録音賞 | グレートスタントマン | ノミネート |
| アカデミー賞     | 1979 | 録音賞 | 1941                 | ノミネート |
| 英国アカデミー賞 | 1978 | 音響賞 | スター・ウォーズ     | 受賞       |
| 英国アカデミー賞 | 1978 | 音響賞 | 未知との遭遇         | ノミネート |